# Niezmiennik relatywistyczny
Niezmiennik relatywistyczny – wielkość fizyczna, która jest niezmiennicza względem transformacji Lorentza w tym sensie, że jest tensorem w 4-wymiarowej czasoprzestrzeni. Tensory określone w danym punkcie czasoprzestrzeni mogą mieć 1, 4, 16, 64 itd. składowych (są to skalary, czterowektory, tensory drugiego rzędu itd.). Tensory można przypisywać pojedynczym cząstkom, polom fizycznym lub punktom czasoprzestrzeni. Niezmieniczość tensorów wyraża się w tym, że ich składowe określone dla danego punktu czasoprzestrzeni w jednym układzie odniesienia wiążą się ze składowymi określonymi w tym samym punkcie czasoprzestrzeni w innym układzie odniesienia według ściśle określonych zależności, wynikających z transformacji Lorentza. Zależności te omówiono w artykule.

## Liczba składowych niezmienników relatywistycznych
Tensory definiowane w czasoprzestrzeni mają {\displaystyle 4^{r}} składowych (współrzędnych), gdzie {\displaystyle r} – rząd tensora, przy tym współrzędne te są liczbami rzeczywistymi, powstającymi z rzutowania danego tensora na osie układu współrzędnych danego układu odniesienia (jest tu analogia do wyznaczania współrzędnych wektora w przestrzeni 3-wymiarowej). Ze względu na rząd tensory relatywistyczne dzieli się na:
- czteroskalary – tensory zerowego rzędu, mają {\displaystyle 4^{0}=1} składową; np. masa spoczynkowa cząstki (np. elektronu), czas własny, czyli czas mierzony w układzie poruszającym się z daną cząstką, interwał czasoprzestrzenny, długość 4-wektora, iloczyn skalarny dwóch czterowektorów itd.
- czterowektory – tensory pierwszego rzędu, mają {\displaystyle 4^{1}=4} składowe; np. 4-wektor położenia, prędkości, przyspieszenia, siły, energii-pędu
- tensory drugiego rzędu, mają {\displaystyle 4^{2}=16} składowych; np. tensor metryczny, energii-pędu, pola elektromagnetycznego itp.

## Własności transformacyjne niezmienników relatywistycznych
Ze względu na własności transformacyjne współrzędne tensorów dzieli się na:
- współrzędne kontrawariantne,
- współrzędne kowariantne.

Składowe kontrawariantne:
- czteroskalarów wyrażają się 1 liczbą, identyczną w każdym inercjalnym układzie odniesienia,
- czterowektorów – dana wielkość jest 4-wektorem, jeżeli zmierzona przez dwóch różnych obserwatorów ma tę własność, że wyniki pomiarów drugiego obserwatora wiążą się z wynikami pomiarów pierwszego obserwatora za pomocą macierzy transformacyjnej identycznej, jak macierz wiążąca ze sobą różniczki 4-wektora położenia, określającego położenie punktu, w którym dokonano pomiarów, przy czym różniczki te zostały określone przez tych obserwatorów,
- tensor kontrawariantny drugiego rzędu – to zespół 16 składowych, które transformują się z danego układu do innego tak jak transformują się do tego układu podwójne iloczyny różniczek 4-wektora położenia itd.

## Iloczyn skalarny 4-wektorów
Każda wielkość fizyczna dająca się wyrazić jako funkcja iloczynu skalarnego czterowektorów jest niezmiennikiem relatywistycznym:
{\displaystyle A\cdot B=g_{\alpha \beta }A^{\alpha }B^{\beta }.}

### Uzasadnienie
Niech będzie dana transformacja relatywistyczna zadana przez tensor {\displaystyle \Lambda ,} którego działanie na wektory A i B wyraża się jako:
{\displaystyle {\hat {A}}^{\mu }=\Lambda _{\ \nu }^{\mu }A^{\nu },}
{\displaystyle {\hat {B}}^{\mu }=\Lambda _{\ \nu }^{\mu }B^{\nu }.}
Iloczyn skalarny nowych wektorów ma postać:
{\displaystyle {\hat {A}}\cdot {\hat {B}}=g_{\alpha \beta }\Lambda _{\ \mu }^{\alpha }\Lambda _{\ \nu }^{\beta }A^{\mu }B^{\nu }.}
Jednak każda transformacja Lorentza spełnia równość:
{\displaystyle \Lambda _{\ \mu }^{\alpha }g_{\alpha \beta }\Lambda _{\ \nu }^{\beta }=g_{\mu \nu }.}
Skąd otrzymujemy:
{\displaystyle {\hat {A}}\cdot {\hat {B}}=g_{\mu \nu }A^{\mu }B^{\nu }.}

## Inne skalarne niezmienniki relatywistyczne

### Interwał czasoprzestrzenny
Jednym z niezmienników transformacji Lorentza jest interwał czasoprzestrzenny, czyli odległość między dwoma zdarzeniami w czasoprzestrzeni. Wyraża się on wzorem
{\displaystyle dS^{2}=\left(c\Delta t\right)^{2}-\left(\Delta x\right)^{2}-\left(\Delta y\right)^{2}-\left(\Delta z\right)^{2},}
gdzie:
- {\displaystyle \Delta t} – różnica między czasami zajścia zdarzeń,
- {\displaystyle \Delta x,\ \Delta y,\ \Delta z} – odległościami przestrzenne między zdarzeniami wzdłuż osi X, Y, Z.

### Długość 4-wektora energii-pędu
Czterowektor energii-pędu jest dany wyrażeniem
{\displaystyle p^{\mu }={\Big (}{\frac {E}{c}},{\vec {p}}{\Big )}.}
Długość tego 4-wektora wynosi
{\displaystyle \|p\|^{2}=p^{\mu }p_{\mu }=E^{2}-p^{2}c^{2}=(mc^{2})^{2}}
– długość ta jest równa wielkości masy spoczynkowej ciała mnożonej przez kwadrat prędkości światła – wartość ta nie zależy od tego, w jakim układzie określa się ją, gdyż a) masa spoczynkowa jest wielkością charakteryzującą cząstkę, np. elektron ma inną masę spoczynkową niż proton itp. b) prędkość światła jest identyczna w każdym układzie odniesienia (zgodnie z postulatem Einsteina).